# XDAISアルゴリズム
XDAIS (eXpressDsp Algorithm Interoperability Standard)は、TMS320 DSPファミリーのためにテキサス・インスツルメンツ(TI)が定めたアルゴリズム開発のための標準である。XDAISは1999年に導入され、再開発コストなしでDSPアルゴリズムをシステムに導入することを目的としている。XDAISは、DSPアルゴリズムのリソースの割り当てと消費について定めている。テストに合格しXDAIS標準に適合したと認められたアルゴリズムは、「eXpressDSP-compliant」マークを利用できる。
XDAISは、全てのアルゴリズムに適用される一般的なルールとガイドラインを規定している。例えば、全てのXDAISに適合したアルゴリズムは、IALGというアルゴ
リズムインターフェイスを実装しなくてはならない。DMAを利用するアルゴリズムは、IDMAインターフェイスを実装しなくてはならない。加えて、TIのDSPファミリーのそれぞれのチップ用の特別なルールも設定されている。
アルゴリズムで生じる問題は、他のアルゴリズムで利用中のシステムリソースに、他のアルゴリズムがハードコードされたコードによって再度アクセスをすることによって生じることが多い。XDAISは、このようなハードコードを禁止している。代わりに、XDAISは特定のアルゴリズムクラスを呼び出すアプリケーションのための標準的なAPIを要求している。このAPIはxDM標準で定義されており、VISA (Video, Imaging, Speech and Audio) APIと呼ばれている。
XDAIS developer's kitには、標準自体に加え、コード例とデモも含まれている。
標準化されていない手法に対するXDAISの利点には以下のようなものがある。
- 相互にリソースを侵害しないアルゴリズムを利用でき、統合に必要な時間を大幅に削減できる。
- 同じアプリケーションで利用される複数の異なるソース間のアルゴリズムの比較が容易である。
- TI DSPの複数のサードパーティーから、XDAISに適合した幅広いアルゴリズムが利用可能であり、アルゴリズムを独自に開発する手間を削減できる。
- Codec EngineのようなアルゴリズムをeXpress Multimedia Frameworkですぐに利用できる。